# Milena von Montenegro

Milena von Montenegro um 1900 als Fürstin

Milena Vukotić (serbisch Милена Вукотић; * 22. Apriljul. / 4. Mai 1847greg. in Čevo, Montenegro; † 16. März 1923 in Antibes) war Fürstin und Königin von Montenegro.

## Leben
Sie war die Tochter des Vojvoden Petar Vukotić und dessen Gemahlin Jelena Vojvodić und wurde am 27. Oktoberjul. / 8. November 1860greg. in der damaligen montenegrinischen Hauptstadt Cetinje mit Fürst Nikola verheiratet, der 1910 das Königreich Montenegro ausrief und sich zum ersten König ernannte. Nach dem Ersten Weltkrieg wurde Montenegro mit dem Königreich der Serben, Kroaten und Slowenen vereinigt, mit dem es schon eine dynastische Verbindung gab, da Nikolas und Milenas Tochter Zorka seit 1883 mit dem serbischen König Peter I. verheiratet war.
Nikola und Milena gingen ins Exil nach Südfrankreich, sie starb zwei Jahre nach ihrem Gemahl in Antibes an der Côte d’Azur. Sie wurde zuerst in San Remo beigesetzt und erst am 1. Oktober 1989 nach Cetinje in die Kirche Mariä Geburt übergeführt.
Das Fürstenhaus um Fürst Nikola I. war Inspiration für Franz Lehárs Operette die Lustige Witwe. Auch wenn der Name „Montenegro“ im Originallibretto aus Zensurgründen in den Namen der ähnlich klingenden spanischen Stadt „Pontevedro“ umbenannt wurde: südslawische angehauchte Musiknummern und vor allem die Personennamen Danilo und Njegoš (Name der montenegrinischen Dynastie) lassen dies unschwer erkennen.
Aus der gemeinsamen Verbindung gingen zwölf Kinder hervor:
- Prinzessin Zorka (1864–1890) ⚭ 1883 Peter I., König der Serben, Kroaten und Slowenen
- Prinzessin Milica (1866–1951) ⚭ 1889 Großfürst Peter Nikolajewitsch von Russland
- Prinzessin Anastasija (1868–1935)

⚭ 1889–1906 Herzog Georg von Leuchtenberg
⚭ 1907 Großfürst Nikolaus Nikolajewitsch von Russland
- Prinzessin Marija (1869–1885)
- Kronprinz Danilo (1871–1939) ⚭ 1899 Prinzessin Jutta von Mecklenburg-Strelitz
- Prinzessin Jelena (1873–1952) ⚭ 1896 König Viktor Emanuel III. von Italien
- Prinzessin Anna (1874–1971) ⚭ Fürst Franz Joseph von Battenberg
- Prinzessin Sofija (1876–1876)
- Prinz Mirko (1879–1918) ⚭ 1902 Natalija Konstantinovic, deren Enkel Nikola ist heutiges Familienoberhaupt, da Mirkos Bruder, der Kronprinz Danilo, kinderlos blieb
- Prinzessin Xenia (1881–1960)
- Prinzessin Vjera (1887–1927)
- Prinz Peter (1889–1932) ⚭ Violet Ljubitza Wegner (1887–1960)

## Quelle
- Centre d’Études des Dynasties Royales Européenes

| Personendaten    | Personendaten                                   |
| ---------------- | ----------------------------------------------- |
| NAME             | Milena von Montenegro                           |
| ALTERNATIVNAMEN  | Vukotić, Milena; Милена Вукотић (serbisch)      |
| KURZBESCHREIBUNG | durch Heirat Fürstin und Königin von Montenegro |
| GEBURTSDATUM     | 4. Mai 1847                                     |
| GEBURTSORT       | Čevo, Montenegro                                |
| STERBEDATUM      | 16. März 1923                                   |
| STERBEORT        | Antibes                                         |